# L. Sprague de Camp
Lyon Sprague de Camp (ur. 27 listopada 1907 w Nowym Jorku, zm. 6 listopada 2000 w Plano) – amerykański pisarz science fiction i fantasy oraz krytyk i wydawca fantastyki. Jego debiutem literackim było opowiadanie The Isolinguals, które ukazało się w czasopiśmie „Astounding Science Fiction” we wrześniu 1937. Był autorem wielu opowiadań, powieści i innych książek.
Do najbardziej znanych utworów de Campa należą krótkie powieści Jankes w Rzymie (Lest Darkness Fall, 1939), The Wheels of If (1940) i The Glory that Was (1960). Napisał również wspólnie z Fletcherem Prattem cykl o Haroldzie Shea (m.in. Uczeń czarnoksiężnika). De Camp napisał również kilka powieści kontynuujących cykl o Conanie Barbarzyńcy Roberta E. Howarda.
L. Sprague de Camp zdobył wiele nagród i wyróżnień, m.in. Grand Master Award w 1978 oraz Hugo w 1997 za swoją autobiografię Time and Chance. W 1976 otrzymał Gandalf Grand Master Award, zaś w 1995 pierwszą nagrodę Sidewise Award for Alternate History za całokształt osiągnięć.

### Cykle

#### Harold Shea Collected editions
1. Uczeń czarnoksiężnika (The Incomplete Enchanter), 1941, wyd. polskie: Alfa 1994 (wspólnie z Fletcherem Prattem)
2. Żelazne zamczysko (The Castle of Iron), 1941, wyd. polskie: Alfa 1999 (wspólnie z Fletcherem Prattem)[2]
3. Wall of Serpents, 1953 (wspólnie z Fletcherem Prattem)
4. Sir Harold and the Gnome King, 1991
5. The Enchanter Reborn, 1992 (wspólnie z Christopherem Stasheffem)
6. The Exotic Enchanter, 1995 (wspólnie z Christopherem Stasheffem)

#### Jorian
1. The Goblin Tower, 1968
2. The Clocks of Iraz, 1971
3. The Unbeheaded King, 1983
4. The Reluctant King (omnibus), 1985
5. The Honorable Barbarian, 1989

#### Rycerz mimo woli
1. Rycerz mimo woli (The Incorporated Knight), 1987, wyd. polskie: Alfa 1994
2. The Pixilated Peeress, 1991

### Conan
- Tales of Conan, 1955 (wspólnie z Robertem E. Howardem)
- Conan Mściciel (Return of Conan, (Conan the Avenger), 1957, wyd. Amber 1995 (wspólnie z Robertem E. Howardem i Björnem Nybergiem)
- Conan the Adventurer, 1965 (wspólnie z Robertem E. Howardem)
- Conan Uzurpator (Conan the Usurper), 1967, (wspólnie z Robertem E. Howardem) wyd. PiK 1992
- Conan Wojownik (Conan the Warrior), 1967, (wspólnie z Robertem E. Howardem) wyd. Art 1991
- Conan z Wysp (Conan of the Isles), 1968 wyd. Amber 1993 (wspólnie z Linem Carterem)
- Conan the Freeboter, 1968 (wspólnie z Linem Carterem)
- Conan bukanier (Conan the Buccaner), 1971 wyd. Amber 1995 (wspólnie z Linem Carterem)
- Conan z Aquilonii (Conan of Aquilonia), 1977 wyd. Amber 1994
- Conan Szermierz (Conan the Swordsman), 1978, wyd. Amber 1995 (wspólnie z Linem Carterem i Björnem Nybergiem)
- Conan the Liberator, 1979 (wspólnie z Linem Carterem)
- Conan and the Spider God, 1980
- Conan i skarb Tranicosa (The Tresaure of Tranicos) 1980 wyd. Amber 1998 (wspólnie z Robertem E. Howardem)
- Sagas of Conan (omnibus) 2004 (wspólnie z Linem Carterem i Björnem Nybergiem)

### Krishna
- Królowa Zamby (The Queen of Zamba), 1977, wyd. polskie: Alfa 1997
- The Hand of Zei 1963
- The Hostage of Zir, 1977
- The Tower of Zanid 1958
- The Prisoner of Zhomanak 1982

### Inne powieści
- Jankes w Rzymie (Lest Darkness Fall), 1941, wyd. polskie: Beta Books 1991
- Land of Unreason, 1942 (wspólnie z Fletcherem Prattem)
- Divide and Rule, 1948
- The Carnelian Cube, 1948 (wspólnie z Fletcherem Prattem)
- The Stolen Dormouse, 1948
- Genus Homo, 1950 (wspólnie z P. Schuylerem Millerem)
- Rogue Queen, 1951
- The Undesired Princess, 1951
- Cosmic Manhunt (A Planet Called Krishna / The Queen of Zamba) 1954
- Solomon’s Stone, 1957
- An Elephant for Aristotle, 1958
- The Tower of Zanid, 1958
- The Bronze God of Rhodes, 1960
- The Glory That Was, 1960
- The Dragon of the Ishtar Gate, 1961
- The Search for Zei, 1962
- The Hand of Zei, 1963
- Arrows of Hercules, 1965
- The Golden Wind, 1969
- Szalony Demon (The Fallible Fiend), 1973, wyd. polskie: Alfa 1996
- The Fallible Friend, 1974
- The Virgin and the Wheels, 1976
- The Great Fetish, 1978
- Footprints on Sand, 1981
- The Prisoner of Zhamanak, 1982
- The Fringe of the Unknown, 1983
- The Bones of Zora, 1983 (wspólnie z Catherine Crook de Camp)
- The Stones of Nomuru 1988 (wspólnie z Catherine Crook de Camp)
- Niechciana księżniczka (The Undesired Princess and the Enchanted Bunny), 1990 (wspólnie z Davidem Drakiem)
- The Swords of Zinjaban, 1991 (wspólnie z Catherine Crook de Camp)
- The Venom Trees of Sunga (1992)

### Popularyzacja nauki
- Ancient Engineers (Wielcy i mali twórcy cywilizacji, 1968)
- Spirits, Stars, and Spells (Duchy. gwiazdy i czary, 1966, W-wa 1970)